# WPKG
 (septembre 2020).
Si vous disposez d'ouvrages ou d'articles de référence ou si vous connaissez des sites web de qualité traitant du thème abordé ici, merci de compléter l'article en donnant les références utiles à sa vérifiabilité et en les liant à la section « Notes et références ».
WPKG est un logiciel de déploiement, de mise à jour et de suppression automatisés des paquetages pour Windows.
Il peut être utilisé pour pousser/tirer des paquetages logiciels tels que des Services Packs, des hotfix (SourceForge.net), ou des programmes d'installation depuis un serveur central (par exemple Samba ou Active Directory).
Il peut être lancé en tant que service, afin d'installer des logiciels en tâche de fond, sans interaction avec l'utilisateur. Configuré comme tel, il peut fonctionner même si l'utilisateur qui ouvre la session ne bénéficie pas de privilèges administrateur.
WPKG peut installer des paquetages MSI, Installshield, Packagesfortheweb, etc., ainsi que tous les autres programmes refabriqués ou batchs.

## Fonctionnalités
WPKG permet de réaliser des installations, mises à jour et suppressions sur les postes de travail.
Il est aussi possible d'exécuter des scripts personnalisés sur les postes de travail, comme la synchronisation du temps, les paramètres d'impression, des changements de permissions ou des ajouts d'entrées dans la base de registre (des choses faites habituellement avec Active Directory et les Group Policy / GPO).
Voici une liste qui résume ce que fait WPKG :
- déployer des logiciels dans n'importe quel format (MSI, exécutables, etc.)
- déployer des logiciels sur différents groupes ou sur une seule machine
- installation, suppression et mise à jour facile de logiciels
- un équivalent au pull psexec
- lancer des scripts personnalisés
- fonctionne avec un domaine, un groupe de travail ou même par internet ou via un VPN (pas de contrôleur de domaine requis)
- fonctionne avec Linux (Samba), Windows Server, ou tout autre système d'exploitation supportant Windows Network Neighbourhood (la fonctionnalité voisinage réseau de Microsoft)
- fonctionne avec les postes de travail Windows 9x, 2000, XP, 7 et 2003
- sur le poste client : pas de services à lancer
- sur le serveur : pas de service/daemon à lancer
- garde un inventaire des logiciels installés sur une machine Windows

## Fonctionnement interne
wpkg.js est le fichier le plus important de WPKG. Il peut être vu comme le moteur interne de celui-ci.
Il doit être exécuté avec cscript.exe (une version en ligne de commande du Windows Scripting Host) ou avec wscript.exe (le système de script pour Windows) comme présenté ci-dessous :